# Herbert Helmrich
Herbert Helmrich (* 1. Januar 1934 in Luckau; † 24. Oktober 2017 in Buchholz in der Nordheide) war ein deutscher Jurist und Politiker (CDU).

## Leben und Beruf

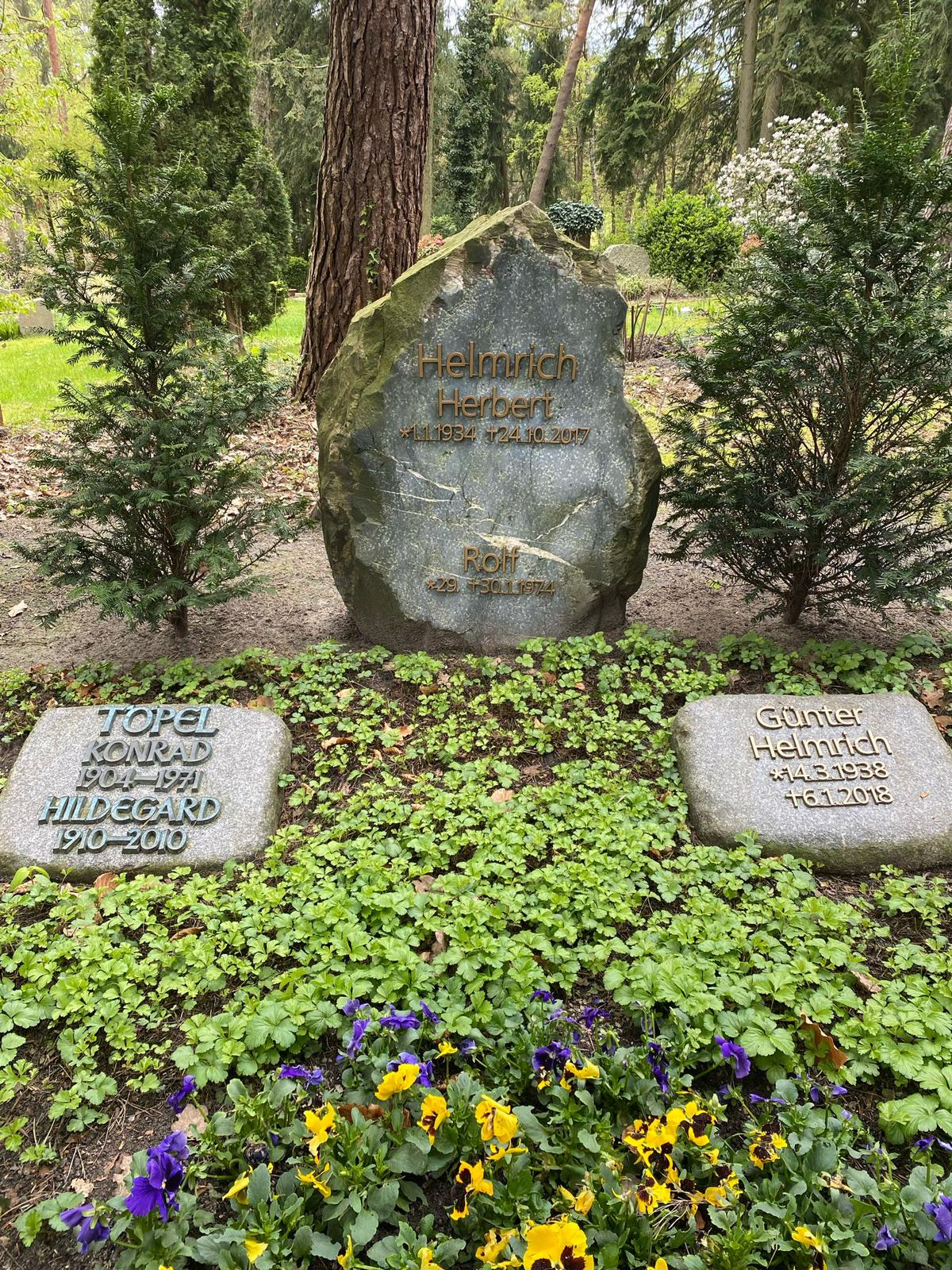
Grabstätte auf dem Waldfriedhof Buchholz

Helmrich wurde in der Lausitz geboren und lebte zunächst in der DDR. Nachdem er 1952 und 1953 jeweils aus politischen Gründen verhaftet worden war, floh er 1954 in die Bundesrepublik Deutschland.
Nach dem Abitur in Göttingen nahm Helmrich ein Studium der Rechtswissenschaften, der Volkswirtschaft und der Soziologie an der Georg-August-Universität Göttingen auf, das er 1963 mit der ersten und 1967 mit der zweiten juristischen Staatsprüfung beendete. Er erhielt 1967 seine Zulassung als Rechtsanwalt, arbeitete anschließend in einer Kanzlei in Buchholz in der Nordheide bei Hamburg und war seit 1969 auch als Notar zugelassen. 1982 gründete er die Gesellschaft für Effizienz in Staat und Verwaltung (GFE). Er starb nach schwerer Krankheit im Alter von 83 Jahren in seinem Heimatort Buchholz und wurde auf dem dortigen Waldfriedhof beigesetzt. Er hinterließ seine Ehefrau Waltraud, zwei Söhne, eine Tochter aus erster Ehe sowie fünf Enkelkinder.

## Partei
Helmrich war seit 1966 bis zu seinem Tod Mitglied der CDU. Er wurde Mitglied des Bundesarbeitskreises Christlich-Demokratischer Juristen (BACDJ) und war von 1992 bis 2001 dessen Vorsitzender. Außerdem engagierte er sich in der Mittelstands- und Wirtschaftsvereinigung der CDU/CSU (MIT). 2002 wurde er Vorsitzender der CDU-Kommission für die Verwaltungsreform des Landes Mecklenburg-Vorpommern.

## Abgeordneter
Helmrich wurde 1976 in den Deutschen Bundestag gewählt, war dort Mitglied des Rechtsausschusses und von 1984 bis 1992 dessen Vorsitzender. Im Parlament vertrat er zunächst den Wahlkreis Harburg – Soltau und später den Wahlkreis Harburg. Nach seiner Ernennung zum Justizminister von Mecklenburg-Vorpommern legte er am 21. Mai 1992 sein Bundestagsmandat nieder.
Von 1994 bis 2002 war er Mitglied des Landtags von Mecklenburg-Vorpommern. Dort leitete er von 1994 bis 1998 ebenfalls den Rechtsausschuss.

## Öffentliche Ämter
Helmrich wurde am 19. März 1992 als Minister für Justiz-, Bundes- und Europaangelegenheiten in die von Ministerpräsident Berndt Seite geführte Regierung des Landes Mecklenburg-Vorpommern berufen. Nach dem Rücktritt von Lothar Kupfer übernahm er vom 11. bis 18. Februar 1993 zusätzlich die kommissarische Leitung des Innenministeriums. Nach der Bildung einer Koalition aus CDU und SPD schied er am 8. Dezember 1994 aus der Regierung aus.

## Politische Aussagen
Zwei Wochen nach dem rassistischen Gewaltexzess mit Tausenden Gewalttätern und Zuschauern in Rostock-Lichtenhagen erklärte der damalige Justizminister Herbert Helmrich in Bezug auf Geflüchtete und das Asylrecht: „Wir brauchen eine neue Mauer“, denn „was uns überschwemmen wird, geht bis in die Türkei“.

## Ehrungen
- 1986: Verdienstkreuz 1. Klasse der Bundesrepublik Deutschland
- 1996: Großes Verdienstkreuz der Bundesrepublik Deutschland
- 2013: Großes Verdienstkreuz mit Stern der Bundesrepublik Deutschland